# هيبسوس
هيبسوس هو مفهوم فلسفي يوناني يمكن مقارنته بالمفهوم الحديث للسامية وتعني حرفيًا (عاليًا) أو (الارتفاع). ومع ذلك فإن السمة المميزة للهيبسوس في الدراسات البلاغية هي أنها تجمع بين العواطف المتضاربة: الخوف والرعب والفتنة. وهي لحظة ذروة في الكلام تولد عدم اليقين للجمهور.

## أصل
قدم معلم البلاغة اليونانية القديمة لونجينوس مفهوم هيبسوس في الأدب.
في عمله، حثّ لونجينوس على الاحتمالات والحرية التي يمكن أن يمتلكها الكلام من خلال تقديم المناقصات. اختلفت نظريات ومفاهيم لونجينوس اختلافًا كبيرًا عن البلاغة والفلاسفة اليونانيين الآخرين، وتحدت البنية الصارمة التقليدية للممارسات البلاغية.

## آثار طويلة المدى
تدرس هيبسوس في البلاغة الحالية، وغالبًا ما يُشار إليه من خلال نشر ترجمات السامية: الاستقبال الحديث المبكر ونشر لونجينوس: بيري هيبسوس في البلاغة والفنون البصرية والهندسة المعمارية والمسرح، مجموعة من مجلدات مقالات لونجينوس.